# تورزنیکا، استان پومرانیان غربی
تورزنیکا، استان پومرانیان غربی (به لاتین: Turznica, West Pomeranian Voivodeship) یک منطقهٔ مسکونی در لهستان است که در Gmina Police واقع شده‌است.